# Tinea dissimilis
Tinea dissimilis är en fjärilsart som beskrevs av Walsingham 1914. Tinea dissimilis ingår i släktet Tinea och familjen äkta malar.
Artens utbredningsområde är Guatemala. Inga underarter finns listade i Catalogue of Life.